# Ischyrocerus apiensis
Ischyrocerus apiensis is een vlokreeftensoort uit de familie van de Ischyroceridae. De wetenschappelijke naam van de soort is voor het eerst geldig gepubliceerd in 1997 door Myers.